# Nachal Šani
Nachal Šani (hebrejsky: נחל שני, arabsky: Vádí Abu Alalik) je vádí v Egyptě a jižním Izraeli, v pohoří Harej Ejlat.
Začíná na egyptském území v hornaté krajině Sinajského poloostrova. Na izraelské území vstupuje v nadmořské výšce cca 700 metrů v údolí sevřeném ze severu horou Har Šani, z jihu horou Har Nešef, cca 16 kilometrů severozápadně od města Ejlat. Směřuje pak k východu rychle se zahlubujícím skalnatým kaňonem. Zleva ústí do vádí Nachal Racham.